# Europese kampioenschappen judo 2007
De Europese kampioenschappen judo 2007 waren de achttiende editie van de Europese kampioenschappen judo en werden gehouden van vrijdag 6 april tot en met zondag 8 april 2007 in de Štark Arena van Belgrado, Servië.

## Deelnemers

### Nederland
Henk Grol verving Mark Huizinga op het allerlaatste moment in de klasse -90 kg. Huizinga zei zich vanwege privéproblemen niet te kunnen opladen voor het toernooi in Belgrado. De olympisch kampioen (tot 90 kilogram) van 2000 nam sinds 1994 deel aan elk EK, WK en Olympische Spelen. Bij 11 van de 13 EK's waar hij verscheen, wist hij het podium te bereiken.
Mannen
– 60 kg — Ruben Houkes
– 66 kg — Dex Elmont
– 73 kg — Henri Schoeman
– 81 kg — Guillaume Elmont
– 90 kg — Henk Grol
–100kg — Elco van der Geest
+100kg — Dennis van der Geest
Vrouwen
–48 kg — Geen deelneemster
–52 kg — Shareen Richardson
–57 kg — Deborah Gravenstijn
–63 kg — Elisabeth Willeboordse
–70 kg — Edith Bosch
–78 kg — Claudia Zwiers
+78 kg — Carola Uilenhoed

## Resultaten

### Mannen
| Gewichtsklasse | Goud              | Zilver             | Brons                                 |
| -------------- | ----------------- | ------------------ | ------------------------------------- |
| – 60 kg        | Ruslan Kishmakhov | Hovhannes Davtyan  | Nestor Khergiani Gal Yekutiel         |
| – 66 kg        | Zaza Kedelashvili | Miloš Mijalković   | Tomasz Adamiec Benjamin Darbelet      |
| – 73 kg        | Salamu Mezhidov   | David Kevkhishvili | Georgi Georgiev Kanstantsin Siamionau |
| – 81 kg        | Robert Krawczyk   | Siarhei Shundzikau | Euan Burton Guillaume Elmont          |
| – 90 kg        | Valentyn Grekov   | Irakli Tsirekidze  | David Alarza Roberto Meloni           |
| – 100 kg       | Dániel Hadfi      | Ruslan Gasymov     | Frédéric Demontfaucon Ariel Ze'evi    |
| + 100 kg       | Teddy Riner       | Lasha Gujejiani    | Alexander Mikhaylin Andreas Tölzer    |

### Vrouwen
| Gewichtsklasse | Goud                 | Zilver            | Brons                              |
| -------------- | -------------------- | ----------------- | ---------------------------------- |
| – 48 kg        | Alina Dumitru        | Valentina Moscatt | Vanesa Arenas Frédérique Jossinet  |
| – 52 kg        | Telma Monteiro       | Audrey La Rizza   | Ilse Heylen Petra Nareks           |
| – 57 kg        | Isabel Fernández     | Yvonne Bönisch    | Sabrina Filzmoser Kifayat Gasimova |
| – 63 kg        | Lucie Decosse        | Urška Žolnir      | Claudia Heill Anna Von Harnier     |
| – 70 kg        | Gévrise Emane        | Katarzyna Piłocik | Edith Bosch Maryna Pryshchepa      |
| – 78 kg        | Stéphanie Possamaï   | Vera Moskalyuk    | Michelle Rogers Esther San Miguel  |
| + 78 kg        | Anne-Sophie Mondière | Carola Uilenhoed  | Tea Donguzashvili Lucija Polavder  |

## Medaillespiegel
| Plaats | Land                | Goud | Zilver | Brons | Totaal |
| 1      | Frankrijk           | 5    | 1      | 3     | 9      |
| 2      | Rusland             | 2    | 2      | 2     | 6      |
| 3      | Georgië             | 1    | 3      | 1     | 5      |
| 4      | Polen               | 1    | 1      | 1     | 3      |
| 5      | Spanje              | 1    | 0      | 3     | 4      |
| 6      | Oekraïne            | 1    | 0      | 1     | 2      |
| 7      | Hongarije           | 1    | 0      | 0     | 1      |
| 7      | Portugal            | 1    | 0      | 0     | 1      |
| 7      | Roemenië            | 1    | 0      | 0     | 1      |
| 10     | Duitsland           | 0    | 1      | 2     | 3      |
| 10     | Nederland           | 0    | 1      | 2     | 3      |
| 10     | Slovenië            | 0    | 1      | 2     | 3      |
| 13     | Wit-Rusland         | 0    | 1      | 1     | 2      |
| 13     | Italië              | 0    | 1      | 1     | 2      |
| 15     | Armenië             | 0    | 1      | 0     | 1      |
| 15     | Servië              | 0    | 1      | 0     | 1      |
| 17     | Oostenrijk          | 0    | 0      | 2     | 2      |
| 17     | Verenigd Koninkrijk | 0    | 0      | 2     | 2      |
| 17     | Israël              | 0    | 0      | 2     | 2      |
| 20     | Azerbeidzjan        | 0    | 0      | 1     | 1      |
| 20     | België              | 0    | 0      | 1     | 1      |
| 20     | Bulgarije           | 0    | 0      | 1     | 1      |
| Totaal | Totaal              | 14   | 14     | 28    | 56     |